# Modelul standard
În fizica particulelor elementare, modelul standard reprezintă consensul stabilit la sfârșitul secolului al XX-lea asupra constituenților de bază ai materiei și asupra forțelor fundamentale care descriu interacțiunile dintre aceștia.
Modelul standard înglobează un total de 61 de particule considerate fundamentale (fără structură internă), și 3 din cele 4 tipuri de interacțiuni de bază (forțe). Particulele fundamentale sunt împărțite în două mari categorii după o proprietate numită spin, și anume fermioni fundamentali (a căror valoare a spinului e un număr fracționar) și bosoni fundamentali (a căror valoare a spinului e un număr întreg). Fermionii fundamentali sunt împărțiți în quarcuri și leptoni. Există 6 quarkuri și 6 leptoni, cu tot atâtea antiparticule corespondente; fiecare quark există în trei subtipuri, denumite culori. Interacțiunile dintre fermioni sunt mediate prin schimbul unor particule de calibrare (etalonare), bosonii intermediari, asociați celor 4 forțe fundamentale. Bosonii intermediari sunt: fotonul (corespondent forței electromagnetice), 3 bosoni W+, W- și Z (corespondenți forței nucleare slabe) și 8 gluoni (corespondenți forței nucleare tari). Acestora li se adaugă bosonul Higgs, detectat experimental în anul 2013.
Inițial (aproximativ între anii 1950–1975) s-a crezut că particulele din modelul standard stau la baza întregii materii din univers. La ora actuală se știe însă că ele formează numai cca 4,6% din univers, restul fiind desemnat drept materie întunecată (cca 23%) și energie întunecată (cca 72%).
Modelul standard nu este o teorie completă a interacțiunilor fundamentale, deoarece în prezent el nu reușește să integreze a patra forță fundamentală, gravitația, și de asemenea pentru că este incompatibil cu recentele observații ale oscilațiilor neutrinilor.